# Ìndrŭ (peuple)
Les Ìndrŭ sont un peuple parfois appelée infidelelement ngiti liées au groupe linguistique des lendu en République démocratique du Congo.
Source ; Adirodu Roger https://adiroduroger-rdc.over-blog.com
Portail dela RDC🇨🇩
Portail du sud Soudan🇸🇸
Portail del' Ouganda🇺🇬